# Fabrice Ondoa
Joseph Fabrice Ondoa Ebogo (sinh ngày 24 tháng 12 năm 1995) là một cầu thủ bóng đá chuyên nghiệp người Cameroon cầu thủ bóng đá chơi ở vị trí thủ môn cho câu lạc bộ Bản mẫu:Cập nhật bóng đá Pháp của Pháp Nîmes và Đội tuyển bóng đá quốc gia Cameroon.

## Sự nghiệp câu lạc bộ
Sinh ra ở Yaoundé, Ondoa gia nhập FC Barcelona năm 2009, ở tuổi 13, sau khi khởi nghiệp ở Samuel Eto'o Foundation. Anh tiến bộ thông qua hệ thống trẻ của câu lạc bộ và gia hạn mối liên kết với Catalan cho đến năm 2017 vào năm 2014.